# 2194 Arpola
A 2194 Arpola (ideiglenes jelöléssel 1940 GE) a Naprendszer kisbolygóövében található aszteroida. Yrjö Väisälä fedezte fel 1940. április 3-án.